# 멕시코털난쟁이호저
멕시코털난쟁이호저(Coendou mexicanus)는 아메리카호저과에 속하는 설치류의 일종이다. 코스타리카와 엘살바도르, 과테말라, 온두라스, 파나마, 멕시코, 니카라과 그리고 벨리즈에서 발견된다. 이전에는 난쟁이호저속(Sphiggurus)으로 분류하기도 했지만, 유전학 연구를 통해 다계통군으로 밝혀짐에 따라 난쟁이호저속은 더 이상 인정되지 않고 있다. 근연종은 안데스호저(Coendou quichua)와 아마존호저(Coendou rufescens)이다.

## 특징
머리는 연한 색이고, 몸은 진한 색을 띤다. 머리부터 몸까지 길이는 약 320-457mm이고, 꼬리 길이는 200-358mm이다. 최대 몸무게는 약 2.6kg이다. 짧은 노란 가시로 덮여 있지만, 검은색의 긴 털이 몸을 거의 완전하게 가리고 있다. 어깨에도 가시가 나기도 하며, 털을 사이로 등이 보인다. 반면에 머리에는 털이 없어서 노란 가시가 드러나 보이며, 주둥이는 넓고 둥글게 볼록하며 핑크색을 띠고, 눈은 작다. 꼬리는 쥐는 힘을 갖고 있고 가시로 덮여 있으며, 몸 쪽은 넓고 끝 쪽으로 갈수록 가늘다. 멕시코털난쟁이호저는 로트실트호저와 차이가 있으며, 로트실트호저는 가시 더 분명하고 몸에 털이 없다.